# Chiesa di Santa Maria degli Angeli (Ferrara)
La chiesa di Santa Maria degli Angeli, conosciuta anche come chiesa e monastero di Santa Maria degli Angeli oppure, anticamente, come chiesa di Santa Maria di Belfiore per la sua vicinanza alla delizia di Belfiore che si trovava a breve distanza, è stata una importante chiesa cattolica in via degli Angeli, a Ferrara. Fu a lungo uno dei luoghi di sepoltura degli Estensi prima che i resti mortali degli Este venissero traslati nella sala delle clarisse del monastero del Corpus Domini. 

## Storia

### Dal XV al XVI secolo

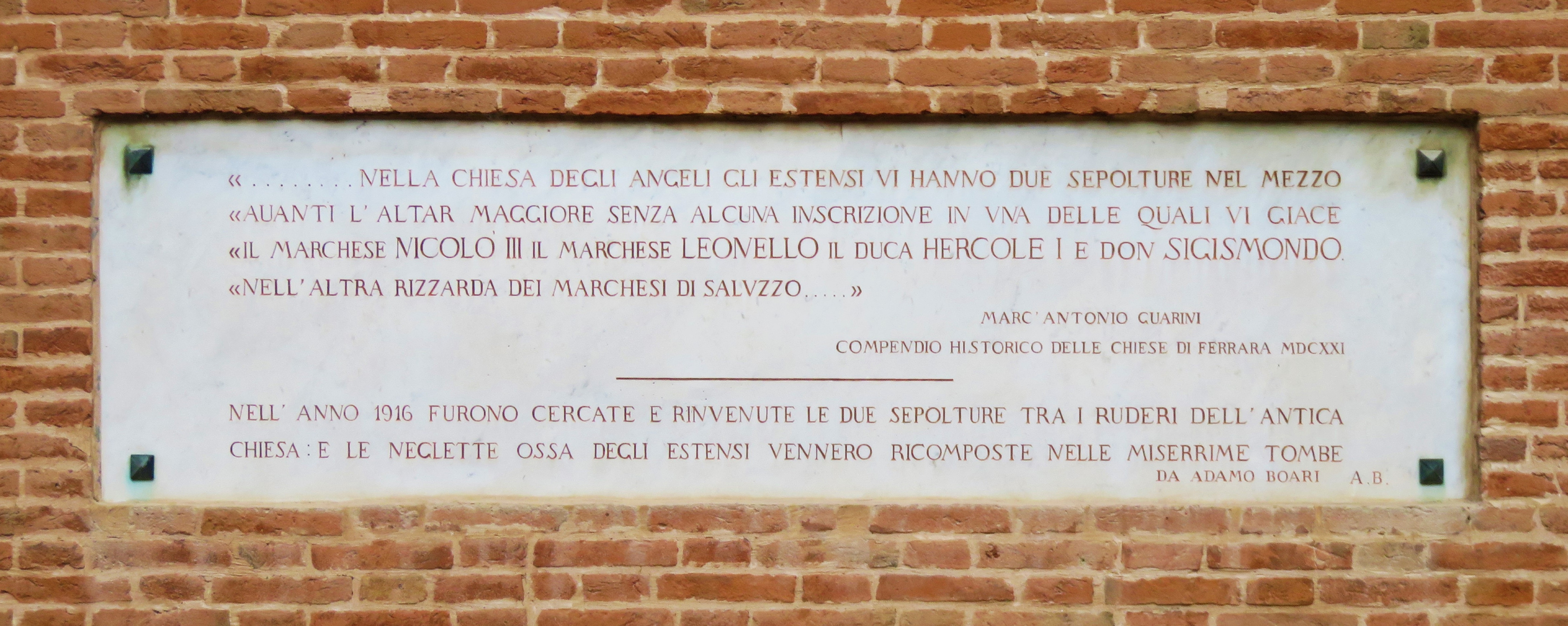
Epigrafe posta sulla palazzina detta degli Angeli che sorge sul sito dove stava la chiesa di Santa Maria degli Angeli, visibile passando in corso Ercole I d'Este all'incrocio con viale della Certosa.

Le prime notizie relative alla chiesa ed al complesso che vi sorse collegato risalgono agli inizi del XV secolo quando l'allora marchese Niccolò III d'Este decise di trovare un altro luogo per la sepoltura degli Este lasciando la primitiva chiesa di San Francesco che era stata usata sino a quel momento come mausoleo della casata.
La sua costruzione fu ultimata nel 1440, e con essa anche il monastero. Per diversi anni fu scelta dalla casata estense per dare sepoltura ai suoi membri, e qui infatti vi furono le tombe di numerosi di loro. Durante la guerra contro la Serenissima in varie occasioni la chiesa ed il monastero, assieme al palazzo di Belfiore ed alla Certosa, venne occupata dalle truppe nemiche, e in seguito liberata. In una di queste occupazioni gli invasori si fecero servire il pasto che era stato preparato per i frati e portarono via una statua di Niccolò III che stava sul portale della facciata. Attorno al 1500 Ercole I d'Este decise di far ricostruire ed ampliare tutto il complesso ma la sua morte, avvenuta nel 1505, interruppe in modo definitivo tale progetto.
La presenza di questo edificio religioso nella più famosa arteria legata all'Addizione Erculea ne determinò a lungo il nome in via degli Angeli, che in seguito sarebbe stato sostituito da via dei Piopponi sino ad arrivare al recente corso Ercole I d'Este.
Un'importante testimonianza della sua presenza nel tessuto urbano di Ferrara a partire dal XV secolo è rappresentata dalla Pianta ed alzato della città di Ferrara di Andrea Bolzoni, nella quale è possibile stabilire con esattezza la sua pozizione anche con riferimento alle modifiche che sarebbero intervenute nei secoli successivi. L'area nella quale sorgeva è compresa all'interno di un quadrilatero delimitato da corso Ercole I d'Este, giardini di palazzo Trotti-Mosti, viale Giacomo Leopardi e via Santa Maria degli Angeli.

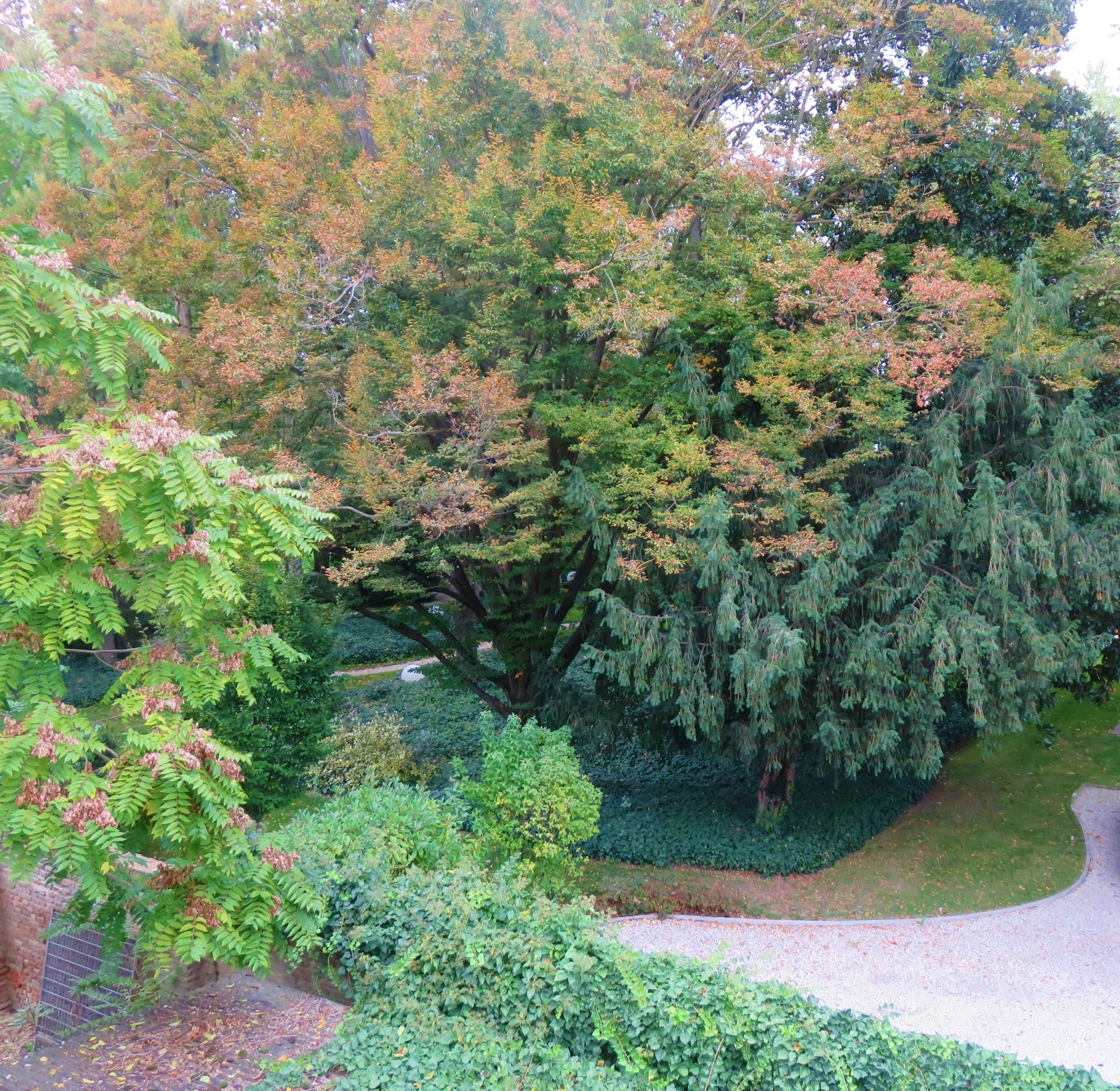
Giardino privato dove un tempo sorgeva la chiesa.

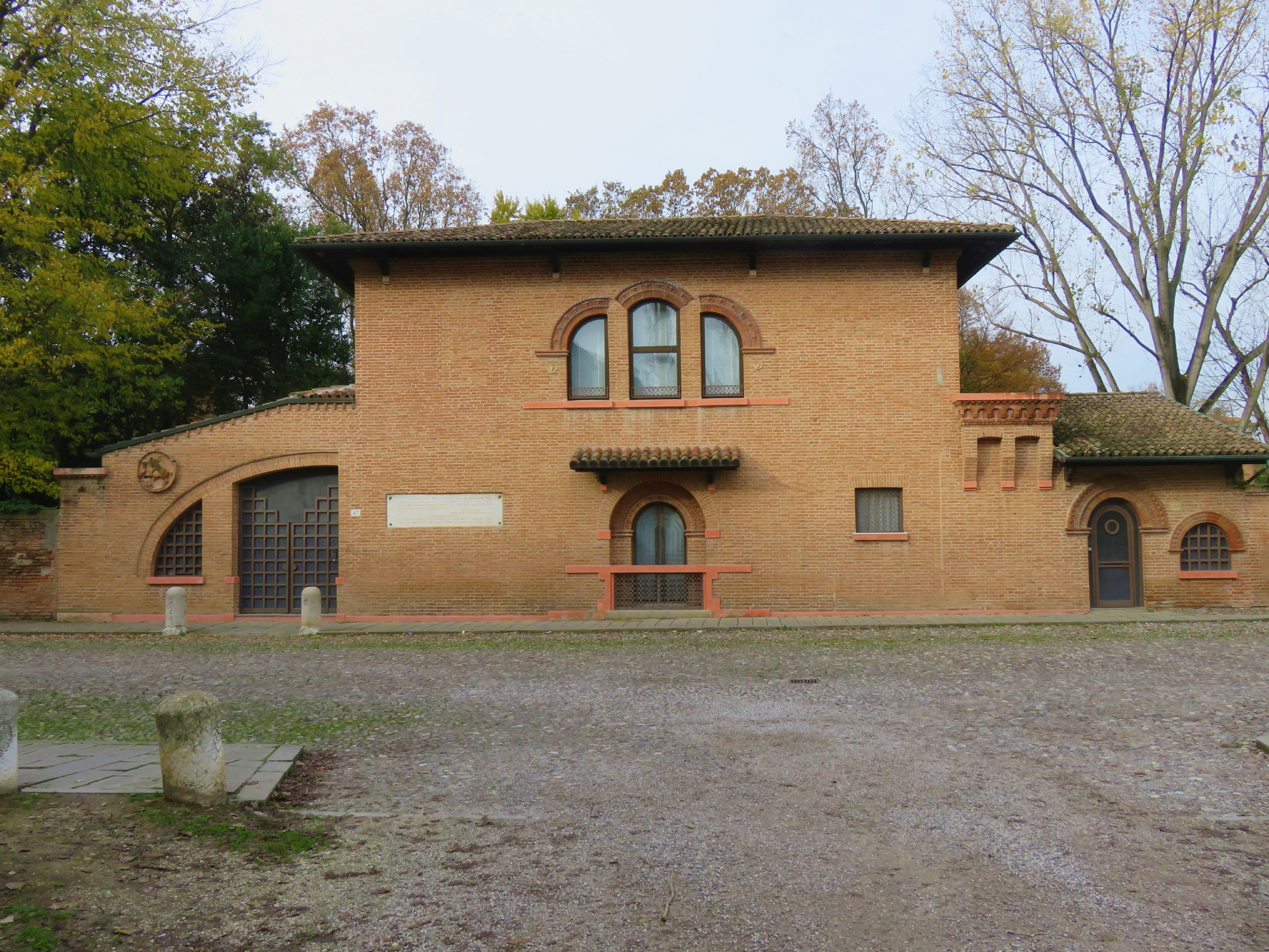
La palazzina costruita nel XX secolo nel luogo dove sorgeva la chiesa di Santa Maria degli Angeli.

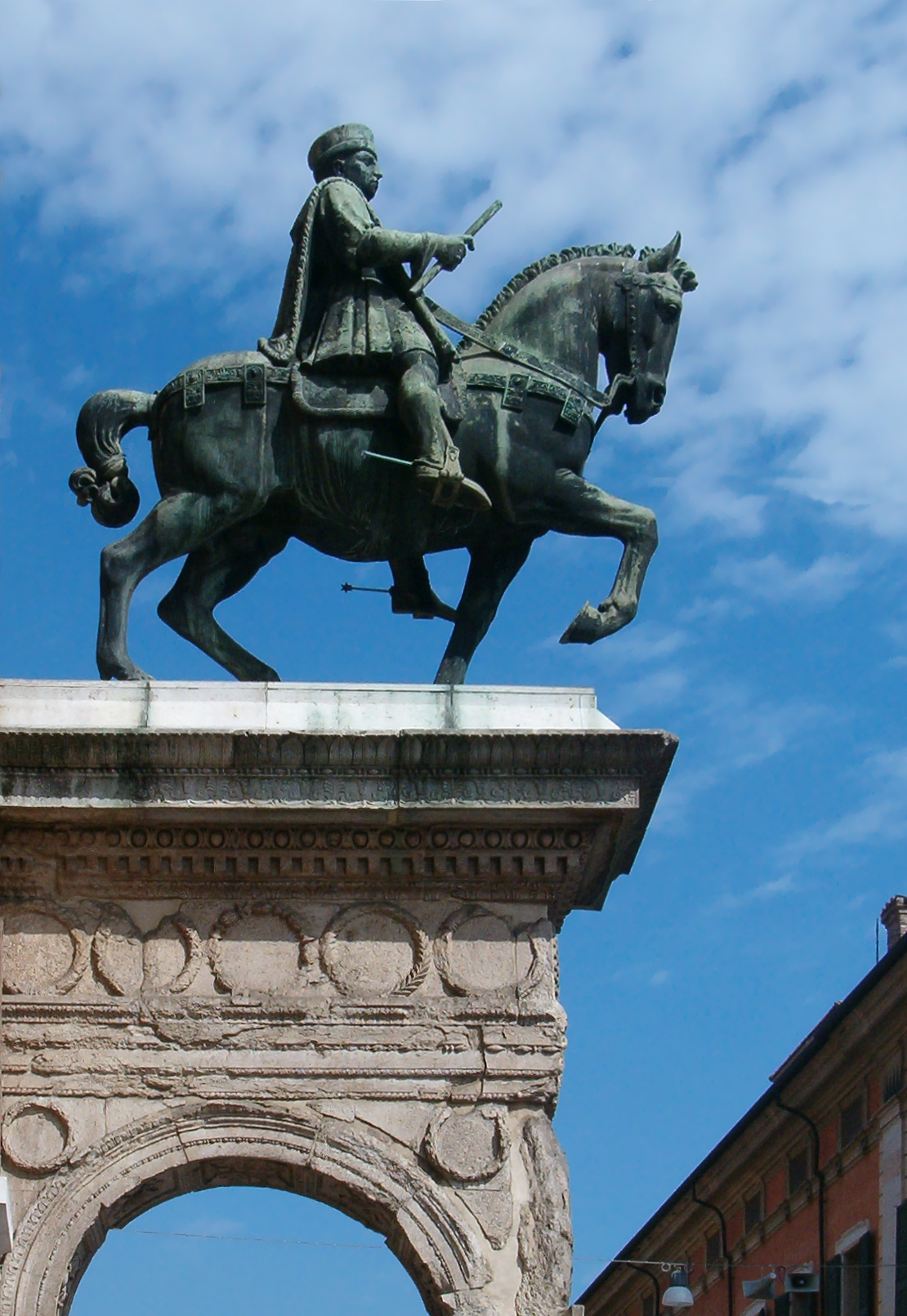
Monumento equestre di Niccolò III, palazzo Municipale di Ferrara.

### Dal XVII al XX secolo
Con la devoluzione di Ferrara rimase un edificio religioso senza particolari elementi di distinzione rispetto agli altri in città, sino a quando, nel 1798, con gli editti di Napoleone che colpivano moltissime chiese e monasteri in tutte le regioni conquistate dai francesi, il complesso fu confiscato, destinato a stalle e, pochi anni dopo, venne quasi completamente distrutto da un incendio ed andò in rovina.
Nel 1913 l'intera area su corso Ercole I d'Este (a nord rispetto palazzo Trotti Mosti Estense) fu acquistata da Adamo Boari e, mentre il nuovo proprietario si trovava ancora a città del Messico venne edificata la palazzina degli Angeli. Durante i lavori furono rinvenuti i resti delle fondamenta della chiesa e tornarono alla luce le sepolture dei signori d'Este. Queste sepolture vennero lasciate, su istruzione di Boari, nella posizione esatta del ritrovamento, e vi fu apposta una lapide per ricordare tale presenza.
Con gli avvenimenti bellici venne tutto distrutto ed infine, nel 1955, le spoglie degli estensi furono recuperate e portate nel monastero del Corpus Domini. Nel 1984 ciò che restava della palazzina degli Angeli (poi Boari) divenne proprietà della famiglia Zappaterra che procedette ad un intervento di restauro.

### XXI secolo
La palazzina che si trova in corso Ercole I d'Este ai numeri 47/51 è una proprietà privata che racchiude una testimonianza importante della storia di Ferrara, ed occasionalmente è possibile accedervi per visite pubbliche organizzate da vari enti ed associazioni.

### Consacrazione
La consacrazione avvenne nel 1440 e fu celebrata dal vescovo di Ferrara Giovanni Tavelli da Tossignano.

## Descrizione
Non esistono molte fonti che possano restituire l'aspetto e le caratteristiche del complesso che comprendeva sia la chiesa sia il monastero di Santa Maria degli Angeli. La chiesa era quasi certamente a navata unica e sul portale principale era stato posto un monumento di Niccolò III, probabilmente simile a quello messo di fronte al palazzo comunale. Del convento si sa inoltre che possedeva una biblioteca.
Altra fonte iconografica è quanto si può ancora vedere nelle stampe della Pianta ed alzato della città di Ferrara di Andrea Bolzoni.
Occorre ricordare come il monumento del marchese posto sulla facciata della chiesa, in gesso e materiale povero, venne portato via dai veneziani, come ricordato, nel 1483, mentre quello analogo ma in bronzo che fu sistemato sul palazzo della corte, venne confiscato nel 1796 durante l'occupazione francese da parte delle truppe transalpine, in esecuzione delle direttive napoleoniche, le stesse che trasformarono in stalle ed edifici di uso comune o militare tutto il complesso di Santa Maria degli Angeli decretandone la fine.